# Jeu bayésien
 (août 2024).
Si vous disposez d'ouvrages ou d'articles de référence ou si vous connaissez des sites web de qualité traitant du thème abordé ici, merci de compléter l'article en donnant les références utiles à sa vérifiabilité et en les liant à la section « Notes et références ».
En théorie des jeux, un jeu bayésien est un jeu dans lequel l'information dont dispose chaque joueur sur les caractéristiques des autres joueurs est incomplète. En particulier, on représente ainsi un jeu dans lequel un ou plusieurs joueurs font face à une incertitude quant au gain des autres joueurs. Cette situation impose de spécifier pour chaque joueur des croyances concernant les caractéristiques des autres joueurs. Du fait de l'hypothèse de rationalité, ces croyances prennent la forme d'une distribution de probabilités sur toutes les caractéristiques possibles. Partant d'une distribution a priori, les joueurs actualisent leurs croyances en fonction des choix faits par l'autre joueur, en utilisant la règle de Bayes, d'où la dénomination de ces jeux. 

## Définition
Mathématiquement, un jeu bayésien consiste en[réf. nécessaire]
- Un ensemble fini {\displaystyle N} de joueurs ;
- Un ensemble fini {\displaystyle \Omega } d'états pouvant représenter des états de la nature ou des caractéristiques des joueurs ;
- Pour chaque joueur {\displaystyle i\in N} :
  - Un ensemble {\displaystyle A_{i}} d'actions que peut choisir le joueur {\displaystyle i} ;
  - Un ensemble fini {\displaystyle T_{i}} de signaux pouvant être observés par le joueur {\displaystyle i} ;
  - Une fonction {\displaystyle \tau _{i}:\Omega \rightarrow T_{i}} liant chaque état de la nature {\displaystyle \omega \in \Omega } à un signal observé par {\displaystyle i}
  - Une mesure de probabilité {\displaystyle p_{i}} sur {\displaystyle \Omega } reflétant les croyances a priori du joueur {\displaystyle i} telle que {\displaystyle p_{i}(\tau _{i}^{-1}(t_{i}))>0} pour tout {\displaystyle t_{i}\in T_{i}} (le joueur accorde une probabilité strictement positive pour chaque état pouvant correspondre à un signal observé) ;
  - Une relation de préférence {\displaystyle \succsim _{i}} sur l'ensemble probabilisé {\displaystyle A_{i}\times \Omega }